# Opopaea plumula
Opopaea plumula är en spindelart som beskrevs av Yin och Wang 1984. Opopaea plumula ingår i släktet Opopaea och familjen dansspindlar. Inga underarter finns listade i Catalogue of Life.